# Freden i Lübeck

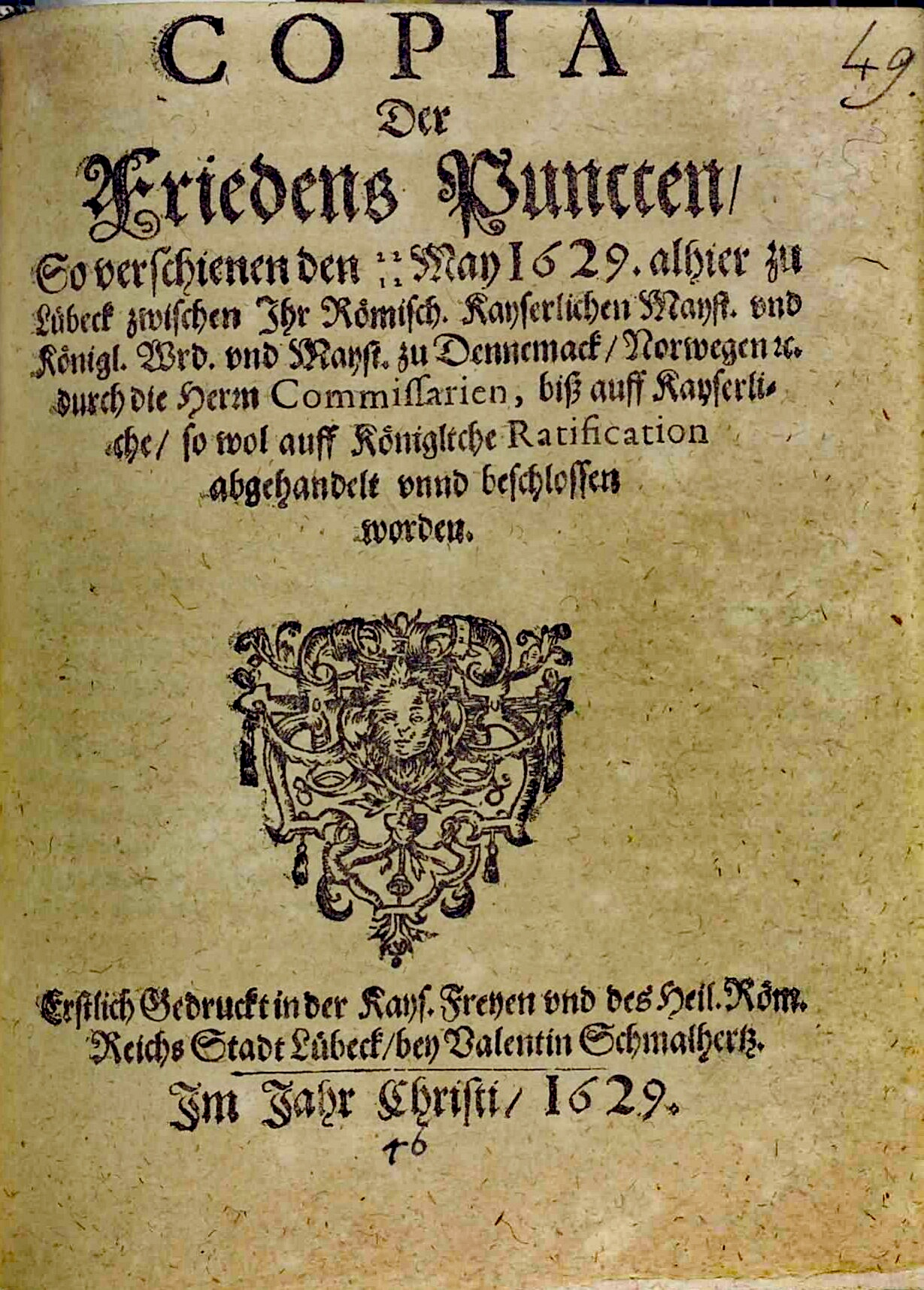
Titelbladet i en tryckt kopia. Det dubbla datumet (12/22 maj) beror på att olika kalendrar användes vid denna tiden. 12 maj är i den julianska kalendern som användes av de protestantiska parterna (dock ej Sverige) och 22 maj är i den gregorianska kalendern som de katolska parterna använde.

Fördraget eller freden i Lübeck (tyska: Lübecker Frieden) avslutade det danska deltagandet i trettioåriga kriget (på danska även kejserkrigen). Det undertecknades i Lübeck den 22 maj 1629 av Albrecht von Wallenstein och Kristian IV av Danmark och den 7 juni av Ferdinand II. Den Katolska ligan ingick formellt som en part. Freden återställde Danmark och Norges gränser före kriget till priset av ett slutgiltigt avsteg från dess territoriella anspråk.

## Bakgrund
Fördraget i Lübeck avslutade den andra fasen av Trettioåriga kriget, kallat det nedersachsisk-danska skedet eller (danska: Kejserkrigen), som började 1625. I början var framgången med de danska arméerna, ledda av Kristian IV av Danmark och Ernst von Mansfeld. Senare, år 1626 vände deras motståndare, en Katolska ligan-armé under befäl av Johann Tserclaes, greve av Tilly, och en av Ferdinand II:s arméer ledd av Albrecht von Wallenstein, framgången till sin i striderna vid Dessau-bron och Lutter am Barenberge. Mansfeld manövrerade sin armé mot Schlesien och Ungern, men kampanjen misslyckades 1627 och Mansfeld deserterade och dog senare av pesten.
Wallenstein och Tilly intog därefter Central- och Nordtyskland, samlade sina styrkor sommaren 1627, invaderade danska Holstein i september och avancerade upp genom Jylland ända till Limfjorden. Medan Kristian IV:s kontroll över västra Östersjön och de danska öarna var ohotad, förlänades Wallenstein hertigdömet Mecklenburg i januari 1628 och inledde i slutet av 1627 förberedelser för att bygga en flotta i de ockuperade hamnarna Ålborg, Wismar, Rostock och Greifswald. 
Kristian IV svarade med en örlogskampanj 1628 och använde sin flotta för att göra strandhugg längs de ockuperade kustlinjerna och förstörde flottanläggningarna i Ålborg, Wismar och Greifswald. Wallenstein, som ändå hade lyckats bygga tretton fartyg i Wismar kunde inte använda dem, eftersom svenska fartyg blockerade hamnen. Kristian IV ingick en allians med Gustav II Adolf i april och båda stödde Stralsund i dess framgångsrika motstånd mot Wallenstein. I augusti misslyckades ett försök att säkra ett nytt brohuvud på den södra Östersjökusten i och med Kristian IV:s nederlag i Slaget vid Wolgast. Efter denna strid, den sista i Kejserkrigen, var Kristian IV redo att förhandla. Detta var även Wallenstein, eftersom den skandinaviska alliansen innebar ett allvarligt hot.

## Förhandlingar
I september 1627 hade Tilly och Wallenstein utarbetat ett fredsförslag för den Katolska ligan och den Tysk-romerska kejsaren. Enligt förslaget skulle Kristian IV av Danmark:
- överlämna alla kejserliga ämbeten,[9]
- överlämna sina biskopssäten i Niedersachsen,
- köpa ut sina provinser Holstein, Schleswig och Jylland från de kejserliga ockupationsstyrkorna för vardera två miljoner Reichstaler,
- avstå antingen Glückstadt eller Holstein till Ferdinand II.

Medan det danska Rigsraadet accepterade förslaget som grund för förhandlingar, avvisades det av Kristian IV. Samtidigt pressade katolska ligan den Tyskromerska kejsaren att fortsätta kriget, och Kristian IV uppmanades likaledes av England och Nederländerna, skickade båda sina emissarier till Lübeck för förhandlingar i januari 1629. Ferdinand II hade Wallenstein att förhandla åt honom, och Kristian IV hade skickat anförtrodda delegater som han valt genom att förbigå Rigsraadet. Initialt föreslog bägge sidor diametralt motsatta fredsvillkor:
| Wallensteins villkor | De danska delegaternas villkor |
| --- | --- |
| Kristian IV skall - kompensera kejsaren för dennes utgifter i kriget, - överlämna Jylland och sina tyska hertigdömen, - aldrig blanda sig i tyska angelägenheter någonsin igen. | Ferdinand II skall - återlämna alla ockuperade provinser till Kristian IV, - kompensera delstaterna i Niedersachsen för deras förluster under ockupationen, - ge garantier till Niedersachsen om deras religiösa och politiska frihet. |

Kristian IV:s ställning stärktes något av hans militära framgångar 1628, men ännu mer av Wallensteins rädsla för en dansk-svensk allians. På grund av denna rädsla träffade Kristian IV personligen Gustav II Adolf i februari 1629 vid halländska Ulvsbäck. Gustav II Adolf föreslog en gemensam invasion av kejsardömet, antingen från Stralsund eller från Glückstadt, men under förutsättningen att det övergripande befälet låg hos honom, och att invasionsstyrkan skulle bestå av mer svenska än danska styrkor. Kristian IV vägrade. 
Både Kristian IV och Wallenstein var medvetna om att ingen av dem skulle kunna få igenom alla sina krav, och därför tog de till hemliga förhandlingar i Güstrow.

## Fördrag
Avtalet ingicks av Albrecht von Wallenstein och Kristian IV den 22 maj 1629, och ratificerades av Ferdinand II den 7 juni. Den Katolska ligan tillkom formellt som en part. Fördraget återställde Kristian IV:s förkrigstida förläningar, och tvingade honom att avstå sina anspråk på biskopssäten i Niedersachsen, att avbryta hans allianser med de nordtyska staterna, och inte blanda sig i ytterligare kejsardömets affärer i framtiden.
Tilly hade inte lyckats implementera någon kompensation av de Tysk-romerska krigskostnaderna på Kristian IV. Ej heller inkluderat i fördragets text var att Kristian IV skulle sluta stödja Fredrik V av Pfalz, vilket hade krävts av Maximilian I av Bayern.

## Följder
Fördraget markerade en vändpunkt i Danmark-Norges status, som därefter reducerades från en europeisk stormakt till en politiskt obetydlig stat. Den nya nordiska makten skulle komma att bli Sverige, som skulle vända slagriktningen i Trettioåriga kriget efter att dess styrkor landade i Pommern 1630, och som inledde Torstensonska kriget som skulle beröva Danmark dess provinser bortom Kattegatt. 
Fördraget splittrade ytterligare Kristian IV och Rigsraadet när Kristian IV hävdade att om det sistnämnda varit ansvarigt, skulle det ha accepterat det Tysk-romerska rikets ursprungliga territoriella och finansiella krav.
Ferdinand II hade hoppats på gynnsammare villkor och blev förvånad och besviken över vad Wallenstein hade förhandlat fram. Medan han hade arrangerat att lägga över sina krigskostnader på Kristian IV var detta inte längre möjligt.  
Berövade dansk-norskt skydd stod de nordtyska staterna inför Restutitionsediktet utfärdat av Ferdinand II redan under förhandlingarna. Det syftade till en återkatolisering av norra Tyskland och ett återlämnande av tidigare kyrkliga ägodelar som sekulariserats under den reformationen. 